# سكون السرطان

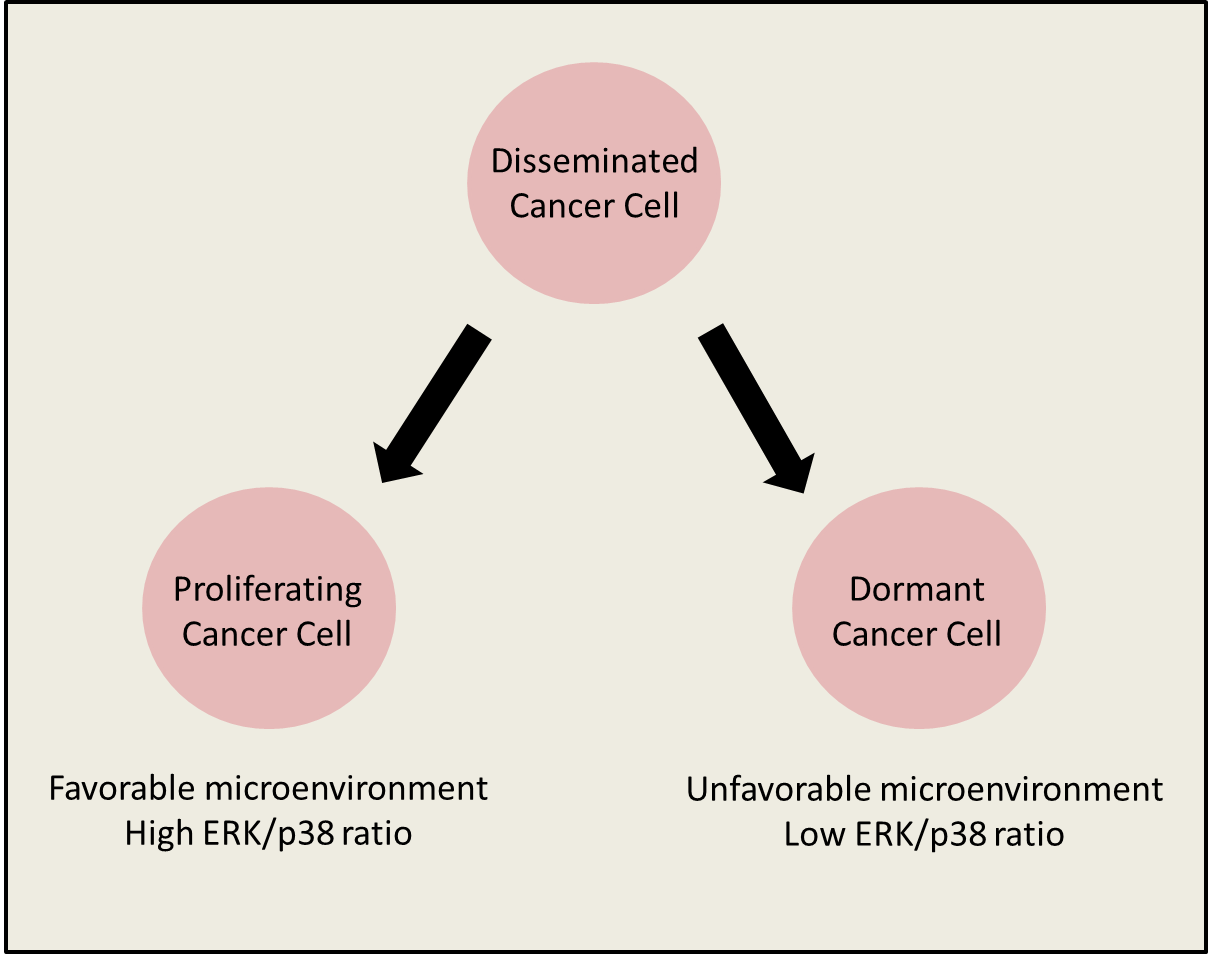

السكون هو مرحلة في تطور السرطان حيث تتوقف الخلايا عن الانقسام ولكنها تعيش في حالة هادئة أثناء انتظار الظروف البيئية المناسبة لبدء التكاثر مرة أخرى. 
السكون هي الحالة التي لا تنقسم فيها الخلايا ولكن يتم توقيفها في دورة الخلية في G0-G1
يُعتقد أن الخلايا السرطانية النائمة موجودة في مراحل تطور الورم المبكر، في ورم الخلايا الدقيقة، أو تُرِكت في الحد الأدنى من المرض المتبقي بعد ما كان يُعتقد أنه علاج ناجح للورم الأساسي.

## أنواع خمول السرطان
يمكن أن يشير خمول السرطان إلى نوعين مختلفين: 

### خمول كتلة الورم
في خمول كتلة الورم، سوف تستمر كتلة الورم في الانقسام حتى يتم تقييدها جسديًا بالحجم، أو لا تستطيع الوصول إلى إمدادات الدم، أو يعمل الجهاز المناعي عليها هنا الخلايا ليست خاملة تمامًا، لكنها لا تستطيع التوسع والجلوس في توازن بين الانتشار والاستماتة. يُعتقد أن مسار إشارات فرس النهر مسؤول عن التحكم في حجم العضو وتثبيط التلامس الخلوي، وتولد الأورام عن طريق إيقاف تكاثر الخلايا وتعزيز موت الخلايا المبرمج .غالبًا ما يرتبط الخمول الجماعي للورم أيضًا بالخمول الوعائي يحدث هذا عندما تدخل الأورام حالة نقص الأكسجة لأنها لا تستطيع الوصول إلى الأوعية الدموية. إذا كان عدد الخلايا التي ما زالت تتكاثر متوازنًا بعدد الموت بسبب عدم وجود إمداد للدم، فإن الورم يجلس في سكون وعائي.

### الخمول الخلوي
يشير السكون الخلوي إلى دخول الخلية في حالة سكون حيث يتم إيقاف في G0-G1 من دورة الخلية، وتكون الخلايا غير نشطة حقًا ولا تظهر عليها أعراض. ويشار إلى هذا بالخمول الذي تدخله الخلايا السرطانية عندما تنجو من الانتشار ولكن لا يمكنها التكيف على الفور مع الضغوط أو البيئة الدقيقة الجديدة. في الآونة الأخيرة، تم ربط تجلط الخلايا حقيقية النواة الممرضة بنمو الخلايا السرطانية تمت دراسة الظروف التي تؤدي إلى انسدادها.تم فرض هذه الشروط على خلايا سرطان البروستاتا للحث على حالة من السكون يمكن إحيائها من خلال القضاء على المحفزات المثيرة. قد تمتلك الخلايا الخاملة أيضًا آليات مختلفة يمكن استخدامها للتهرب من الاستجابة المناعية.

## الاهميه السرسريه والعلاجية
إن الدفع من أجل فهم آلية خمول السرطان مهم لعدة أسباب سريرية.غالبًا ما تكون هذه الخلايا السرطانية النائمة غير قابلة للعلاج بسبب مقاومة الأدوية.عادة ما تكون هذه الخلايا مقاومة العلاج الكيميائي لأنها لا تنقسم، ويستهدف العلاج الكيميائي خلايا الغوص بسرعة.
1-الفكرة لاستراتيجية علاجية هي التسبب في تحريض الخلايا السرطانية أو الحفاظ عليها في حالة خامله. من خلال حث الخلايا الخبيثة التي لا يمكن علاجها عادةً في توقف النمو، سيكون المريض قادرًا على البقاء في حالة عديمة الأعراض المزمنة. مكن تحقيق ذلك من خلال إيجاد النسبة الصحيحه. ومع ذلك، على الرغم من أن الخلية يمكن أن تظل خاملة لفترة طويلة من الزمن، إلا أن هناك خطرًا دائمًا من الخمول المتقطع الذي يؤدي إلى ورم خبيث حتى أصغر تغيير في شبكة الإشارة. إستراتيجية علاجية أخرى هي تطوير طرق لضرب الخلايا الخاملة تمامًا.
2-باستهداف الآليات الكامنة وراء بقاء الخلايا الخاملة وكيف تكتسب مقاومة للأدوية، قد يكون من الممكن تحفيز هذه الخلايا الخاملة حتى موتها.
3-ناليًا، من المأمول أن يسمح فهم آلية السكون للباحثين بالعثور على العلامات المحتملة للسكون التي قد تساهم في تحديد تشخيص المريض.